# コリンダ・グラバル＝キタロヴィッチ
コリンダ・グラバル＝キタロヴィッチ（クロアチア語: Kolinda Grabar-Kitarović、1968年4月29日 - ）は、クロアチアの外交官・政治家である。2015年より同国大統領を1期5年務めた。同国初の女性大統領である。
2011年から2014年まで、北大西洋条約機構（NATO）の広報外交担当の事務次官補であり、NATOで初の女性の事務次官補であった。イーヴォ・サナデルがクロアチアの首相を務めたとき、欧州担当大臣（2003年 - 2005年）、外務・欧州担当大臣（2005年 - 2008年）、アメリカ合衆国駐箚クロアチア大使（2008年 - 2011年）を務めた。
クロアチア民主同盟に属し、三極委員会の一員である。

## 出自
ユーゴスラビア社会主義連邦共和国・クロアチア社会主義共和国のリエカに生まれ、少年期をアメリカ合衆国で過ごしロスアラモスの高等学校を卒業する。その後ザグレブ大学人文社会科学部で学び、1992年に学士号を取得する。1995年から1996年にかけて、ウィーン外交アカデミーに在籍し、2000年にザグレブ大学政治科学部の修士課程を修了する。
2002年から2003年にかけてジョージ・ワシントン大学のフルブライト・プログラムに参加する。
ハーバード大学・ケネディスクールのルクシッチ奨学金研究員、ジョンズ・ホプキンス大学・ポール・H・ニッツェ高等国際関係大学院の客員研究員を務めた。

## 来歴
1992年、クロアチア科学技術省で国際協力を担当する顧問官となった。1993年には外務省に転籍する。1995年には外務省北アメリカ局長に就任し、1997年までその地位にあった。1997年にカナダ駐箚クロアチア大使館参事官、1998年10月に公使参事官となり、2000年までカナダに駐在した。2001年、外務省の参事官となり、2003年まで務めた。2003年11月、クロアチア民主同盟（HDZ）の一員としてクロアチア議会の議員に選出された。2003年12月にイーヴォ・サナデルを首班として組閣された際、欧州統合担当大臣に任命され、2004年からクロアチアの欧州連合加盟交渉を率いる。その後、2005年2月に外務省と欧州統合省を合併して外務・欧州担当省が新設されると、同省の大臣に任命された。在任中、クロアチアの欧州担当およびNATOへの加盟交渉などが重要課題であった。2008年1月、前年の総選挙を受けて内閣が再編された際、外務・欧州担当大臣の地位はゴルダン・ヤンドロコヴィッチへと継承された。

## 大統領
2012年9月、日刊紙ユタルニ・リストは、グラバル＝キタロヴィッチが2015年の大統領選挙におけるクロアチア民主同盟の立候補者候補となっていると報じた。2014年、クロアチア社会民主党に属する現職のイヴォ・ヨシポヴィッチへの対立候補として、クロアチア民主同盟はグラバル＝キタロヴィッチを擁立したことが発表された。2014年12月の第1回目の投票ではヨシポヴィッチに次ぐ37.22%の得票率を得て決選投票への進出を決め、ヨシポヴィッチとの決選投票では50.4%の得票率で当選を果たした。
2019年12月22日執行の大統領選挙では得票率でゾラン・ミラノヴィッチ元首相の約30％に次ぐ27％で2位となり、2020年1月5日の決選投票では得票率47.3％で落選した。2020年2月18日に任期満了で退任。
- フランスのエマニュエル・マクロン大統領と（2018年7月15日）
- オーストリアのカリン・クナイスル外相と（2018年7月24日）
- ウルズラ・フォン・デア・ライエン欧州委員会委員長と（2019年11月20日）

## 私生活
1996年にヤコヴ・キタロヴィッチ（Jakov Kitarović）と結婚し、カタリナ（Katarina）、ルカ（Luka）の2児を持つ。クロアチア語のほか、英語、スペイン語、ポルトガル語を流暢に話し、またドイツ語、フランス語、イタリア語の基礎知識も持つ。